# Biệt thự Tugendhat

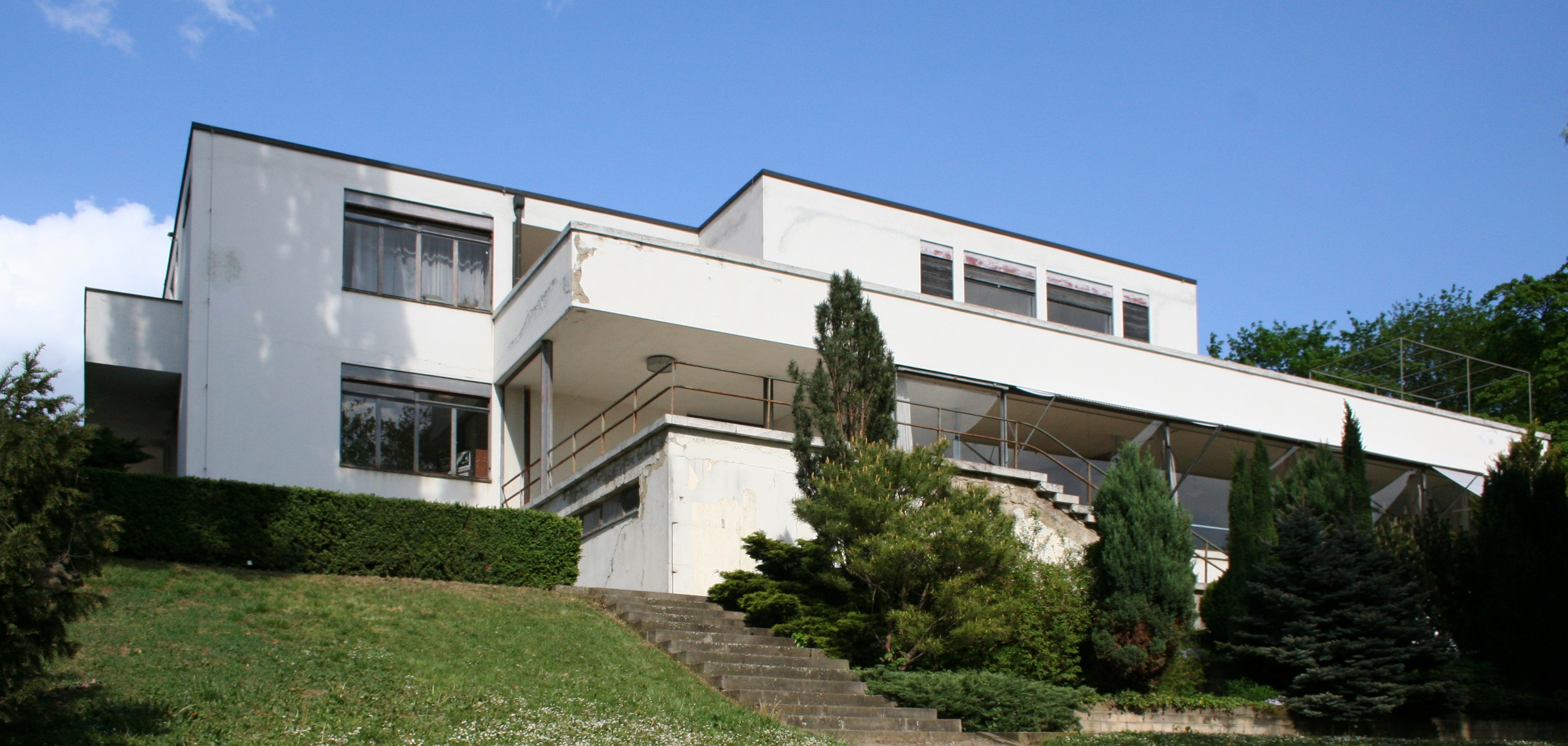
Mặt trước biệt thự Tugendhat

Biệt thự Tugendhat là biệt thự của Fritz Tugendhat và vợ là Greta, được xây trong các năm 1929-1930 tại thành phố Brno (Tiệp Khắc cũ), nay là Cộng hòa Séc. Biệt thự này được kiến trúc sư nổi tiếng người Đức Ludwig Mies van der Rohe thiết kế, được coi là 1 tuyệt phẩm kiến trúc và sớm trở thành hình tượng của nghệ thuật kiến trúc hiện đại. UNESCO đã đưa biệt thự Tugendhat vào danh sách Di sản thế giới năm 2001 trong khóa họp thứ 25.

## Kiến trúc
Biệt thự Tugendhat nằm ở ngoại ô thành phố Brno, trên một mảnh đất dốc thoai thoải. Tầng trệt ngang bằng mặt đường phố, tầng 2 thấp hơn mặt vườn đàng sau. Biệt thự này là mẫu mực của trường phái kiến trúc công năng (Functionalism (architecture)). Kiến trúc sư Mies đã sử dụng khung sườn bằng thép bọc inox (hợp kim không bị gỉ sét) - cùng với sự chống đỡ của các vách - cho phép ông ta phân phối sắp xếp phần nội thất để có thể tạo ra 1 cảm giác không gian rộng rãi và sáng sủa. Nền được làm bằng travertin (đá vôi tổ ong). Ông ta cũng thiết kế mọi đồ đạc trong nhà sao cho phù hợp với biệt thự này (ví dụ hai loại ghế bành: ghế bành Tugendhat và ghế bành Brno, ngày nay vẫn còn sản xuất). Trong biệt thự không có treo tranh cũng như các vật trang trí khác, nhưng không hề có vẻ mộc mạc đơn sơ, nhờ việc sử dụng các loại vật liệu tiêu biểu tự nhiên chẳng hạn như vách bằng onyx (mã não dạng dải) quyến rũ và các loại gỗ quý miền nhiệt đới như gỗ mun, gỗ bưởi vv...Bức vách bằng onyx thì trong mờ mờ và thay đổi dáng vẻ khi mặt trời buổi chiều xuống thấp.
Chi phí xây dựng rất tốn kém vì sử dụng phương pháp xây dựng không bình thường, vật liệu sang trọng xa hoa, sưởi ấm và thông khí bằng công nghệ rất hiện đại vv...

## Lịch sử
Fritz và Greta Tugendhat là người Do Thái, vì thế họ đã dời Tiệp Khắc sang Thụy Sĩ và sau đó sang Venezuela cùng với các con trong năm 1938, ngay trước khi Tiệp Khắc bị chia cắt theo Hiệp ước München. Cặp vợ chồng này đã không bao giờ quay trở về.
Trong thế chiến thứ hai, ngôi biệt thự bị Đức quốc xã chiếm dụng, trong đó họ đặt 1 phòng nghiên cứu cho hãng Messerschmitt (chế tạo máy bay). Sau chiến tranh, biệt thự này do Nga chiếm đóng và đã bị cướp phá nhiều. Năm 1955 biệt thự trở thành tài sản quốc gia. Năm 1963 là trụ sở của Trung tâm giáo dục cải tạo các trẻ em. Sau đó biệt thự đã được sử dụng cho nhiều mục đích thực dụng khác nhau.
Năm 1992 các nhà lãnh đạo chính trị của Tiệp Khắc Vaclav Klaus và Vladimir Meciar đã họp ở đây để ký kết văn bản chính thức chia đôi đất nước thành Cộng hòa Séc và Slovakia. Từ năm 1994, biệt thự này mở cửa cho công chúng vào xem như 1 nhà bảo tàng, do thành phố Brno quản lý.
Năm 2007 các người thừa kế của Fritz và Greta Tugendhat đã chính thức nạp đơn xin trả lại biệt thự, dựa vào 1 luật bảo vệ các công trình nghệ thuật bị tịch thu trong thời Holocaust. Chưa biết kết quả giải quyết ra sao.
Biệt thự này đã được dùng làm biệt thự của tên thủ lĩnh côn đồ trong phim Hannibal Rising quay năm 2007.

## Hình ảnh

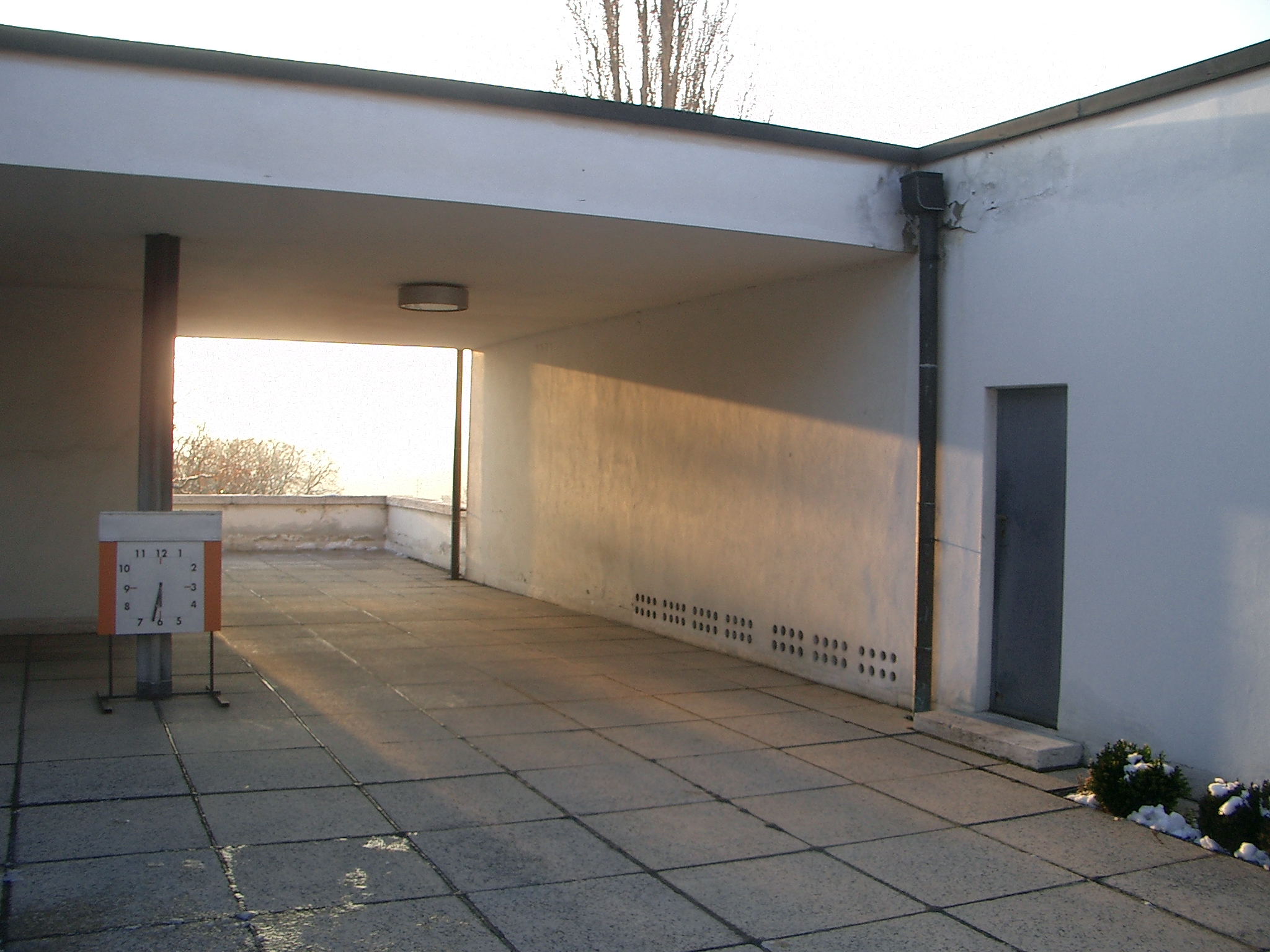
Villa Tugendhat, Entrance to the family rooms on the left. A staircase in that side of the building leads down to the living room.
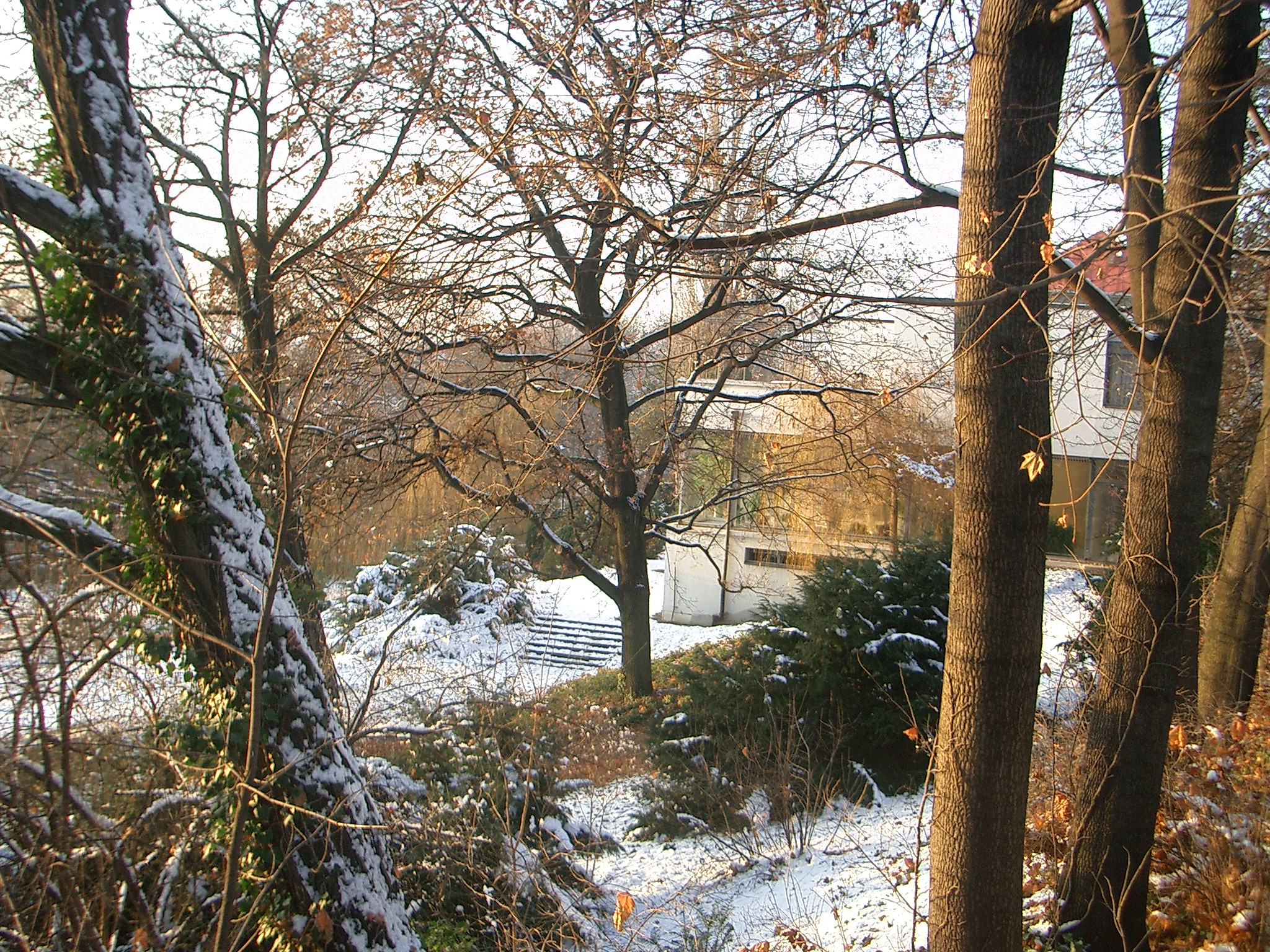
Villa Tugendhat, view of the left side from the street.
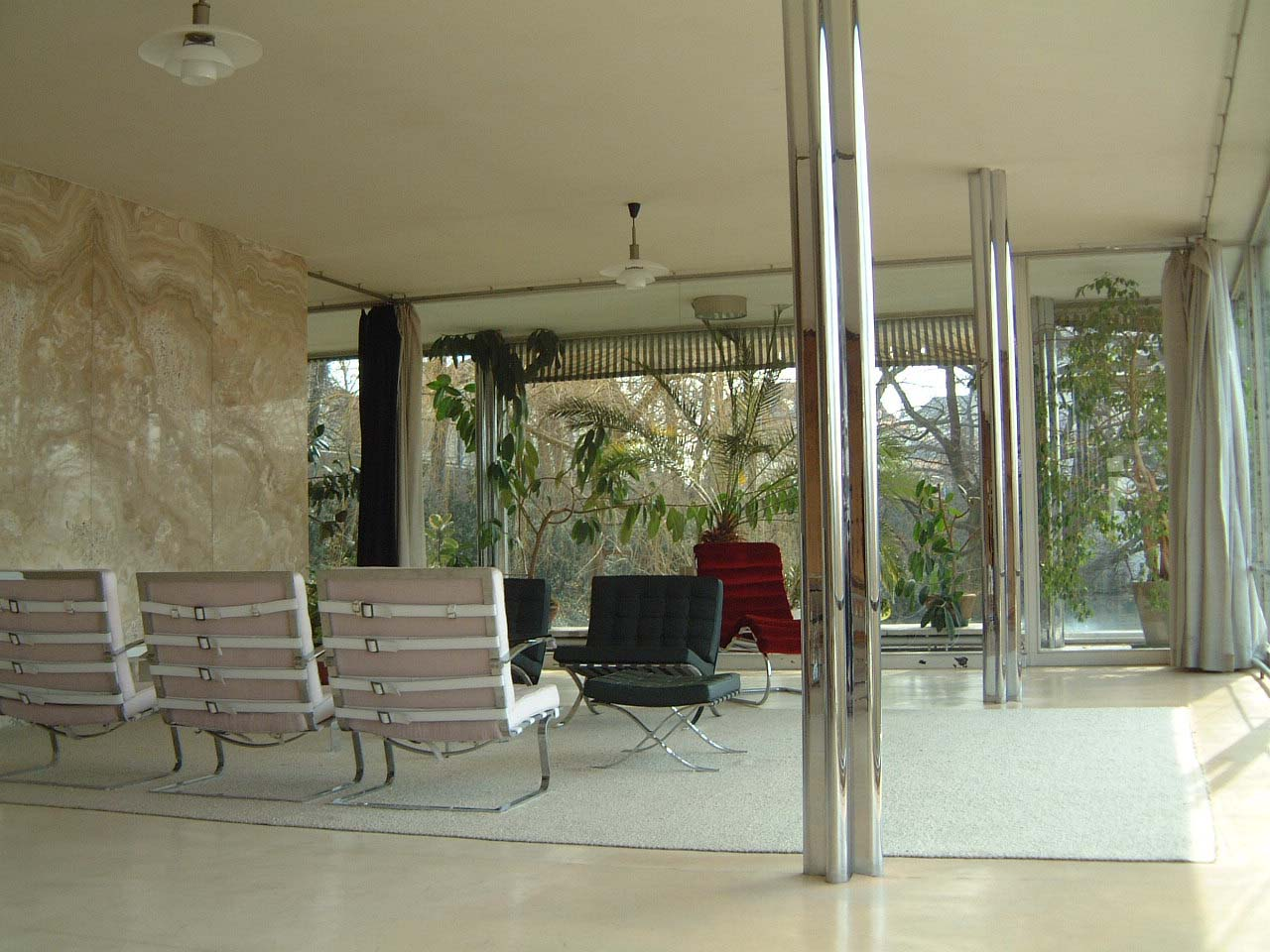
Villa Tugendhat, view of the living room with the onyx wall on the left.
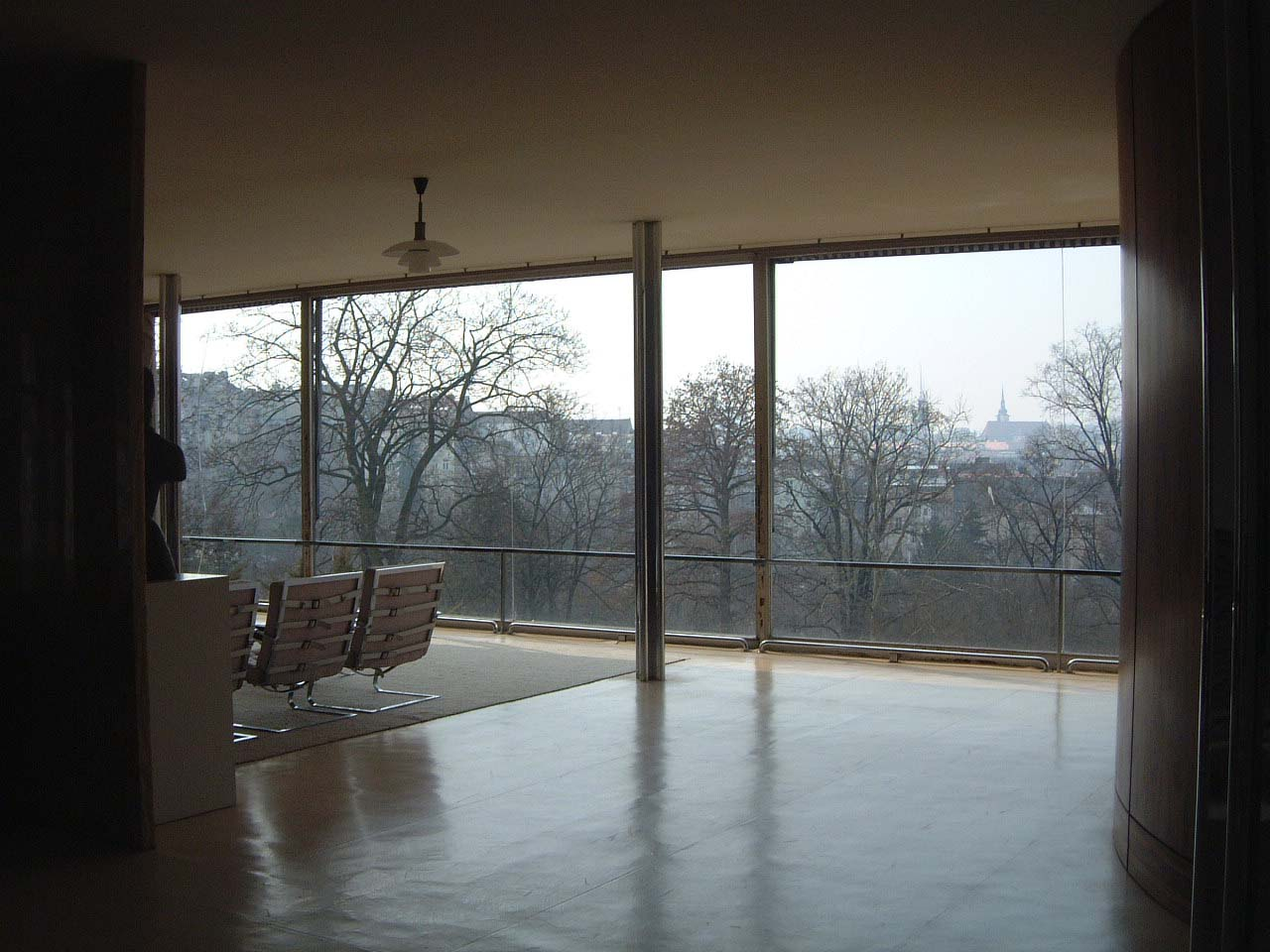
The view across the city from the living room, the onyx wall to the left.